# Kenya Matsui
Kenya Matsui (松井 謙弥 Matsui Kenya?, nacido el 10 de septiembre de 1985 en Shizuoka) es un futbolista japonés que se desempeña como guardameta.

## Trayectoria

### Clubes
| Club              | País  | Año         |
| ----------------- | ----- | ----------- |
| Júbilo Iwata      | Japón | 2004 - 2008 |
| Kyoto Sanga FC    | Japón | 2009        |
| Cerezo Osaka      | Japón | 2010 - 2012 |
| Tokushima Vortis  | Japón | 2013 - 2014 |
| Kawasaki Frontale | Japón | 2015        |
| Omiya Ardija      | Japón | 2016 - 2017 |
| Mito HollyHock    | Japón | 2018 -      |

## Estadística de carrera

### J. League
| Club              | Año   | J. League | J. League | Copa J. League | Copa J. League | Total | Total |
| Club              | Año   | Part.     | Goles     | Part.          | Goles          | Part. | Goles |
| ----------------- | ----- | --------- | --------- | -------------- | -------------- | ----- | ----- |
| Júbilo Iwata      | 2004  | 1         | 0         | 0              | 0              | 1     | 0     |
| Júbilo Iwata      | 2005  | 0         | 0         | 0              | 0              | 0     | 0     |
| Júbilo Iwata      | 2006  | 0         | 0         | 5              | 0              | 5     | 0     |
| Júbilo Iwata      | 2007  | 0         | 0         | 2              | 0              | 2     | 0     |
| Júbilo Iwata      | 2008  | 1         | 0         | 5              | 0              | 6     | 0     |
| Kyoto Sanga FC    | 2009  | 1         | 0         | 0              | 0              | 1     | 0     |
| Cerezo Osaka      | 2010  | 15        | 0         | 1              | 0              | 16    | 0     |
| Cerezo Osaka      | 2011  | 0         | 0         | 0              | 0              | 0     | 0     |
| Cerezo Osaka      | 2012  | 0         | 0         | 3              | 0              | 3     | 0     |
| Tokushima Vortis  | 2013  | 36        | 0         | -              | -              | 36    | 0     |
| Tokushima Vortis  | 2014  | 6         | 0         | 1              | 0              | 7     | 0     |
| Kawasaki Frontale | 2015  | 0         | 0         | 0              | 0              | 0     | 0     |
| Omiya Ardija      | 2016  | 0         | 0         | 1              | 0              | 1     | 0     |
| Omiya Ardija      | 2017  | 5         | 0         | 2              | 0              | 7     | 0     |
| Total             | Total | 65        | 0         | 20             | 0              | 85    | 0     |